# 曼弗雷德·沃尔克
曼弗雷德·沃尔克（德語：Manfred Wolke，1943年1月14日—），德国男子拳击运动员。他曾代表东德参加1968年和1972年夏季奥林匹克运动会拳击比赛，其中1968年奥运会获得一枚金牌。